# People's Choice Awards
 (août 2025).
Pour les articles homonymes, voir People's Choice Award (homonymie).
Les People's Choice Awards sont des récompenses musicales, cinématographiques et télévisuelles américaines décernées chaque année depuis 1975.
La cérémonie de remise des trophées était diffusée sur CBS et produite par Procter & Gamble jusqu'en 2017. Depuis 2018, elle est diffusée sur E!, une chaîne du groupe NBCUniversal.
Comme le nom l'indique, ce ne sont pas des juges qui choisissent les lauréats, mais c'est le public qui vote, via internet depuis plusieurs années, pour les artistes, films, séries et musiques ayant le plus marqué la culture populaire l'année précédente.

## Catégories de récompense
Note : Entre parenthèses, le nom des catégories dans l'ancienne version de la cérémonie.

### Cinéma
- Film de l'année / Film préféré (Favorite Movie)
- Film comique de l'année / Film comique préféré (Favorite Comedy Motion Picture)
- Film d'action de l'année / Film d'action préféré (Favorite Action Movie)
- Film dramatique de l'année / Film dramatique préféré (Favorite Drama Movie)
- Film familiale de l'année / Film familial préféré (Favorite Family Movie)
- Star masculine de cinéma de l'année
- Star féminine de cinéma de l'année
- Star de film dramatique de l'année
- Star de comédie de l'année
- Star de film d'action de l'année

### Télévision
- Série télévisée de l'année (Série télévisée préférée)
- Série télévisée dramatique de l'année
- Série télévisée de comédie de l'année
- Série télévisée de science-fiction ou fantastique de l'année
- Série Revival de l'année
- Télé-réalité de l'année
- Émission de compétition de l'année (Émission de compétition préférée)
- Star masculine de série télévisée de l'année
- Star féminine de série télévisée de l'année
- Star de série télévisée dramatique de l'année
- Star de série télévisée de comédie de l'année
- Présentateur de talk-show de l'année (Présentateur de talk-show en journée préféré)
- Talk-show en journée de l'année (Équipe de talk-show en journée préféré)
- Talk-show en soirée de l'année (Présentateur de talk-show en soirée préféré)
- Participant à une émission de compétition de l'année
- Star de télé-réalité de l'année
- Série télévisée à Binge Watcher de l'année

### Musique
- Artiste masculin de l'année (Artiste masculin préféré)
- Artiste féminin de l'année (Artiste féminine préférée)
- Groupe de l'année (Groupe préféré)
- Chanson de l'année (Chanson préférée)
- Album de l'année (Album préféré)
- Artiste de country de l'année
- Artiste de musique latine de l'année
- Clip vidéo de l'année (Clip vidéo préféré)
- Tournée musicale de l'année (Tournée musicale préférée)

### Culture populaire
- Personnalité des réseaux sociaux de l'année (Personnalité des réseaux sociaux préférée)
- Célébrité sur les réseaux sociaux de l'année (Célébrité sur les réseaux sociaux préférée)
- Influenceur beauté de l'année
- Animal célèbre de l'année
- Comédien de l'année (Personnalité de comédie préférée)
- Star du style de l'année
- Game Changer de l'année
- Podcast de l'année
- Sportif de l'année

## Anciennes catégories

Ancien logo de la cérémonie.

Note : Certaines catégorie pouvaient être absente d'une année à l'autre.

### Cinéma
- Acteur de cinéma préféré
- Actrice de cinéma préférée
- Icône de cinéma préférée
- Acteur de film d'action préféré
- Actrice de film d'action préféré
- Acteur de comédie préféré
- Actrice de comédie préférée
- Acteur préféré dans un drame
- Actrice préférée dans un drame
- Comédien de doublage préféré
- Film d'horreur préféré
- Icon du cinéma préféré

### Télévision
- Série de comédie sur le réseau national préférée
- Acteur dans une série de comédie préféré
- Actrice dans une série de comédie préférée
- Série dramatique sur le réseau national préférée
- Acteur dans une série dramatique préféré
- Actrice dans une série dramatique préférée
- Série de comédie sur le câble préférée
- Série dramatique sur le câble préférée
- Acteur de série télévisée sur le câble préféré
- Actrice de série télévisée sur le câble préférée
- Série télévisée sur une chaîne payante préférée
- Acteur de série télévisée sur une chaîne payante préféré
- Actrice de série télévisée sur une chaîne payante préférée
- Série télévisée policière préférée
- Acteur dans une série télévisée policière préféré
- Actrice dans une série télévisée policière préférée
- Série télévisée de science-fiction ou fantastique sur le réseau national préférée
- Série télévisée de science-fiction ou fantastique sur le câble préférée
- Acteur de série télévisée de science-fiction ou fantastique préféré
- Actrice de série télévisée de science-fiction ou fantastique préférée
- Série télévisée en streaming préférée
- Acteur préféré dans une nouvelle série télévisée
- Actrice préférée dans une nouvelle série télévisée
- Série télévisée d'animation préférée
- Nouvelle série télévisée de comédie préférée
- Nouvelle série télévisée dramatique préférée

### Musique
- Révélation préférée
- Artiste masculin de country préféré
- Artiste féminin de country préféré
- Groupe de country préféré
- Artiste pop préféré
- Artiste rock préféré
- Artiste hip-hop préféré
- Artiste R&B préféré
- Artiste alternatif préféré

### Culture populaire
- Personnalité de YouTube préférée
- Personnalité de comédie préférée
- Collaboration préférée
- Jeu mobile préféré
- Jeu vidéo préféré